# Cesare Ferro Milone
Carlo Cesare Ferro Milone (Torino, 18 aprile 1880 – Torino, 15 marzo 1934) è stato un pittore italiano.
Cesare nacque a Torino in una famiglia borghese. Frequentò le scuole tecniche del Collegio di Chivasso. Negli anni 1894-1899 studiò presso l'Accademia Albertina di Belle Arti di Torino,  dove fu allievo di Giacomo Grosso e di Pier Celestino Gilardi. Successivamente, ne divenne docente dal 1910 e presidente dal 1930. Esordì come pittore alla Promotrice nel 1900 e l'anno successivo con Preghiera ottenne la medaglia d'oro all'Esposizione Universale di Livorno.
Morì a Torino il 15 marzo 1934, e fu sepolto a Usseglio.